# Бродів
Бро́дів — село в Україні, в Рівненському районі Рівненської області. Населення становить 396 осіб.

## Географія
Село розташоване на лівому березі річки Горинь.

## Історія
Бродів колись належав представнику старого волинського роду Чурилу Бродовському гербу Корчак, поки той 8 квітня 1385 року не подарував село Федору Даниловичу, князю Острозькому. 1583 року є власністю Василя-Костянтина Острозького. 1650 року село вже належить князю Владиславу-Домініку Заславському, який платив з Бродова податок за 11 димів, а 1651 року — тільки від 11-ти[джерело?].
Пізніше переходить до князів Сангушків, від них до канцлера Малаховського. 1794 року цариця Катерина II конфіскує там велику власність і передає своєму генералові Ферсенові, від котрого незадовго Бродів набув граф Ільїнський, який віддав 1873 року бродівський ключ російському урядові.
Наприкінці 19 століття було там 76 домів і 447 жителів, церква 1785 року дерев'яна на місці, де була ще стара, школа церковно-парафіяльна.
У 1906 році село Кунівської волості Острозького повіту Волинської губернії. Відстань від повітового міста 13 верст, від волості 6. Дворів 87, мешканців 540.

## Світлини

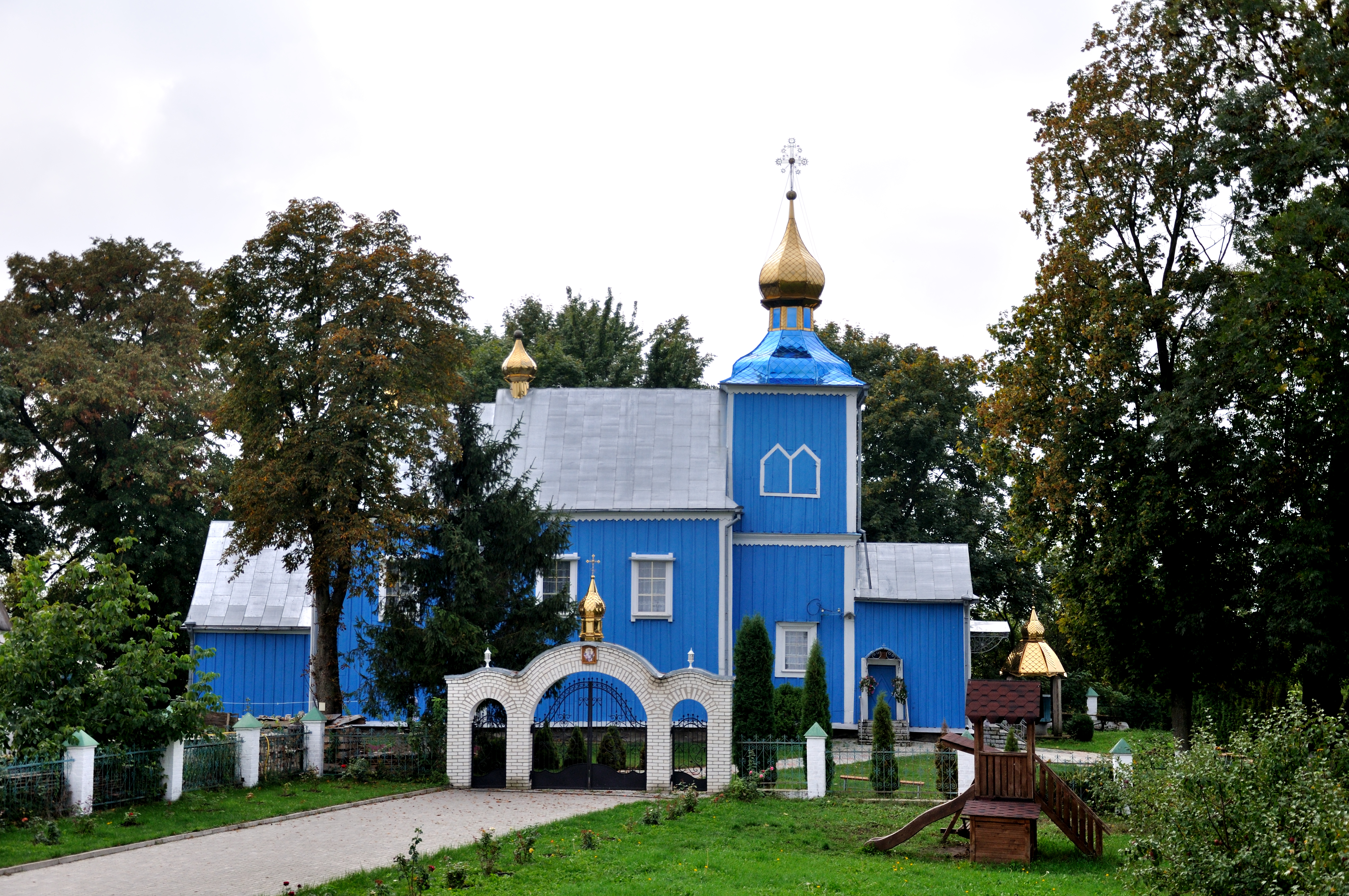
Миколаївська церква (дерев.)
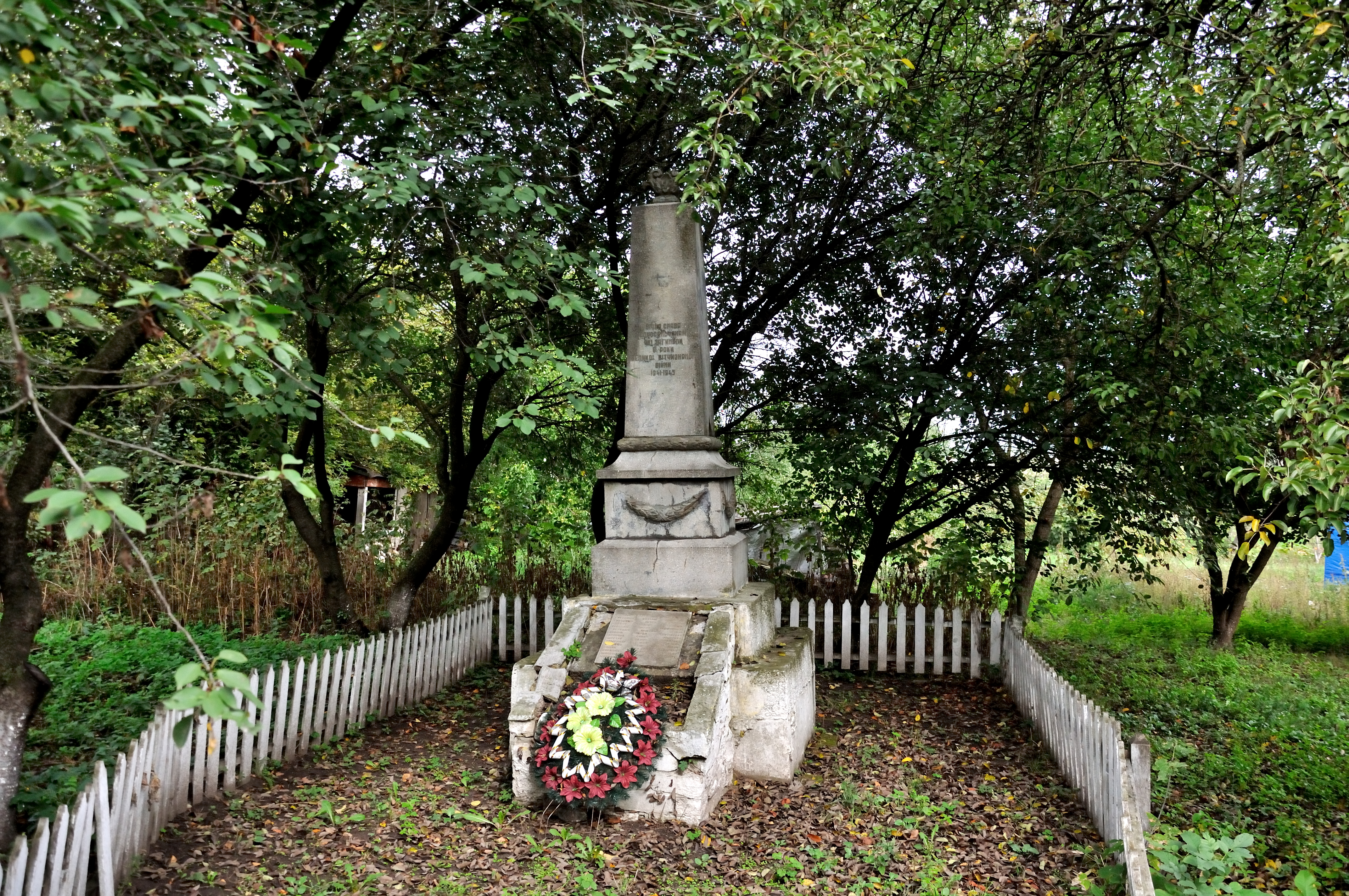
Пам'ятник радянським воїнам- односельчанам
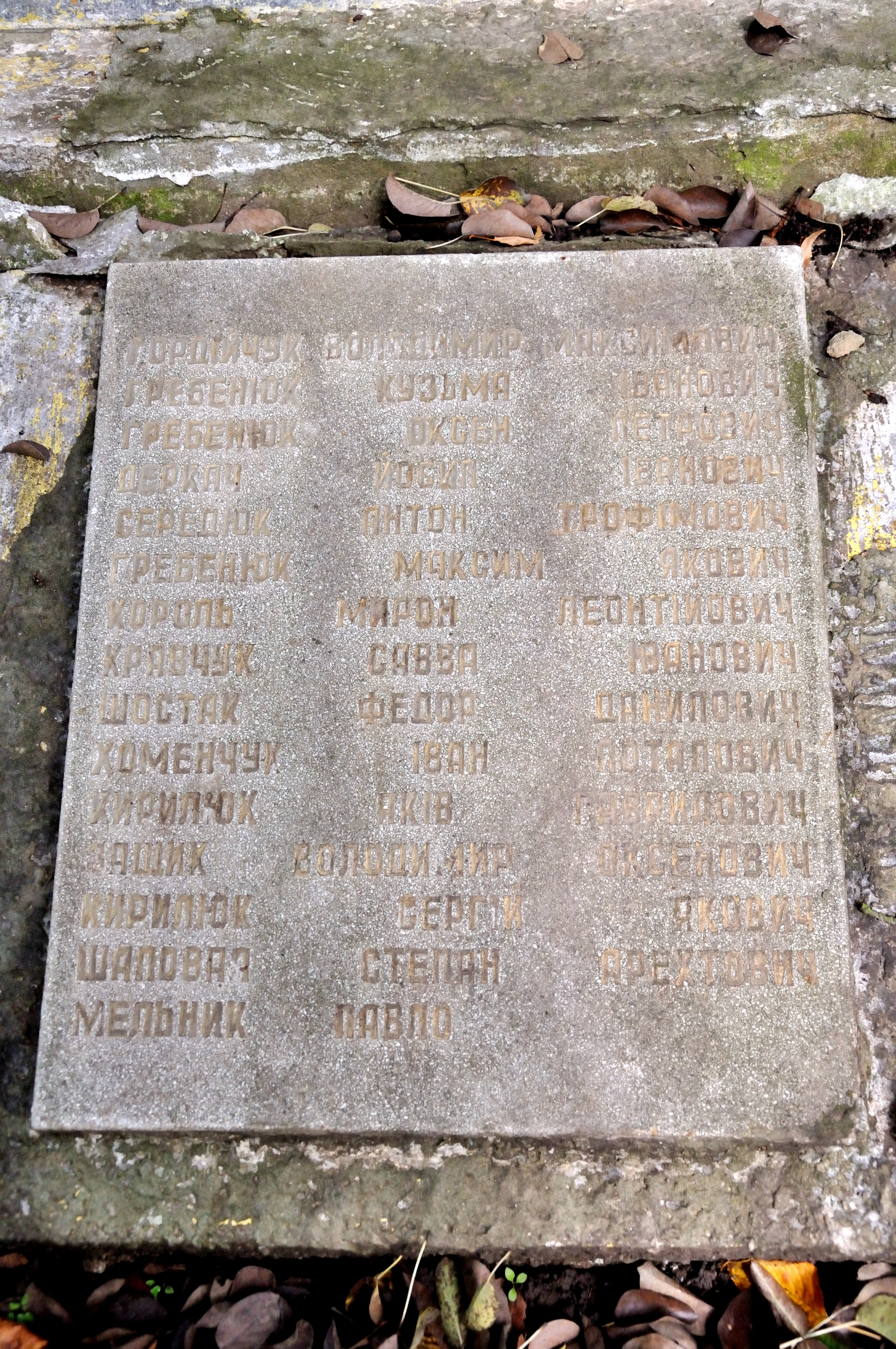
Пам'ятник радянським воїнам- односельчанам

## Постаті
- Поліщук Іванна Володимирівна (? — 2022) — старший солдат Збройних Сил України, учасниця російсько-української війни.